# Tumidochelia
Tumidochelia är ett släkte av kräftdjur som beskrevs av Knight et al. 2003. Tumidochelia ingår i familjen Colletteidae.
Släktet innehåller bara arten Tumidochelia dentifera.